# Tim Kelley
Timothy Kelley detto Tim (Burlington, 20 maggio 1986) è un allenatore di sci alpino ed ex sciatore alpino statunitense.

## Biografia
Tim Kelley, originario di Starksboro, proviene da una famiglia di grandi tradizioni nello sci alpino: figlio di Lindy Cochran, è nipote di Mickey Cochran il quale, dopo aver allenato personalmente i quattro figli che sarebbero entrati nella nazionale statunitense (oltre a Lindy, Barbara, Marilyn e Bob), nel 1974 sarebbe divenuto allenatore della stessa squadra nazionale. Anche la generazione di Tim avrebbe fornito diversi elementi alla nazionale statunitense, come i suoi fratelli Jessica e Robby e i suoi cugini Roger Brown, Jimmy Cochran e Ryan Cochran-Siegle.

### Carriera sciistica
Attivo in gare FIS dal dicembre del 2001, Kelley ha esordito in Nor-Am Cup il 19 novembre 2003 a Winter Park in slalom speciale e in Coppa del Mondo il 3 dicembre 2006 a Beaver Creek nella medesima specialità, in entrambi i casi senza completare la prova. In Nor-Am Cup ha conquistato il primo podio il 5 gennaio 2007 a Sunday River (2º) e la prima vittoria il 17 marzo successivo a Panorama, sempre in slalom speciale. Ai Mondiali di Vail/Beaver Creek 2015, sua unica presenza iridata, si è piazzato 23º nello slalom speciale.
Il 17 gennaio 2016 ha ottenuto il suo miglior piazzamento di carriera in Coppa del Mondo, il 12º posto nello slalom speciale di Wengen, e il 6 febbraio 2016, nei due slalom speciali disputati a Mont-Sainte-Anne, ha ottenuto prima la sua ultima vittoria, poi il suo ultimo podio (2º) in Nor-Am Cup. Ha disputato la sua ultima gara in Coppa del Mondo il 6 marzo 2016, lo slalom speciale di Kranjska Gora che non ha completato; si è ritirato al termine della stagione 2016-2017 e la sua ultima gara in carriera è stata uno slalom speciale FIS disputato a Stowe Mountain il 1º aprile, chiuso da Kelley al 23º posto.

### Carriera da allenatore
Dopo il ritiro Kelley è diventato allenatore nei quadri dell'Università del Vermont.

## Palmarès

### Coppa del Mondo
- Miglior piazzamento in classifica generale: 118º nel 2016

### Nor-Am Cup
- Miglior piazzamento in classifica generale: 9º nel 2007
- 12 podi:
  - 6 vittorie
  - 2 secondi posti
  - 4 terzi posti

#### Nor-Am Cup - vittorie
| Data             | Località           | Paese       | Specialità |
| ---------------- | ------------------ | ----------- | ---------- |
| 17 marzo 2007    | Panorama           | Canada      | SL         |
| 12 marzo 2008    | Whiteface Mountain | Stati Uniti | SC         |
| 3 dicembre 2008  | Loveland           | Stati Uniti | SL         |
| 15 dicembre 2014 | Panorama           | Canada      | SL         |
| 16 dicembre 2014 | Panorama           | Canada      | SL         |
| 6 febbraio 2016  | Mont-Sainte-Anne   | Canada      | SL         |

Legenda:

SL = slalom speciale

SC = supercombinata

### Australia New Zealand Cup
- Miglior piazzamento in classifica generale: 21º nel 2015
- 2 podi:
  - 2 terzi posti

### Campionati statunitensi
- 2 medaglie:
  - 1 argento (slalom speciale nel 2014)
  - 1 bronzo (slalom speciale nel 2015)